# Philéas Félix Bermond
Pour les articles homonymes, voir Bermond.
Philéas Félix Bermond, né à Paris (rue de la Montagne-Sainte-Geneviève, ancien 12e arrondissement) le 28 novembre 1827, mort à Londres (après 1901), est un artiste-peintre de l’École française.

## Biographie
Il est né de Marie Joséphine Bermond et de père inconnu. Son frère aîné Théodore Horace Bermond (né en 1824) et lui seront artistes-peintres.
Le 12 juillet 1849, Philéas Félix épouse Augustine Fortunée Durandeau, sage-femme, à la Basilique Sainte-Clotilde (Paris). Ils vont s’installer à Versailles, 55 rue de l’Orangerie, et donneront naissance à deux enfants, dont une fille Olga Bermond, née à Versailles le 1er mai 1850 et baptisée à l’Église Saint-Thomas-d'Aquin (Paris) le 29 mai suivant. Philéas Félix assistera au mariage de son frère Théodore le 9 juin 1858 à Versailles.

Elève de l'École des Beaux-Arts, il suivit les cours de Léon Cogniet en 1853.

### Le Siège et la Commune de Paris
Philéas Félix Bermond, résidait à Paris, 19 rue de Sèvres, dès 1857. Pendant le Siège de Paris (1870), il est sergent à la 6e compagnie du 83e Bataillon de la Garde Nationale. En 1871, lui et son frère Théodore s’engagent dans les rangs de la Commune de Paris. Dès le mois de mars, il est promu capitaine et en mai, il commandera les trois compagnies sédentaires de son bataillon. Il participa à la défense de son quartier : barricade de la rue du Cherche-Midi et il fut blessé le 23 mai rue de Sèvres.

Le 26 février 1872, le 3e Conseil de Guerre le condamne à la déportation en enceinte fortifiée. Sa peine fut commuée en bannissement le 18 mai 1872 et il partit pour Londres pour ne plus revenir, malgré l’amnistie de 1879.
Son frère Théodore, qui fut nommé par la Commune délégué à la Sûreté et à l'Assistance publique, en même temps que délégué au Comité de la Fédération républicaine et garde au 115e bataillon, 10e compagnie, fut également condamné au bannissement.

### L’artiste-peintre

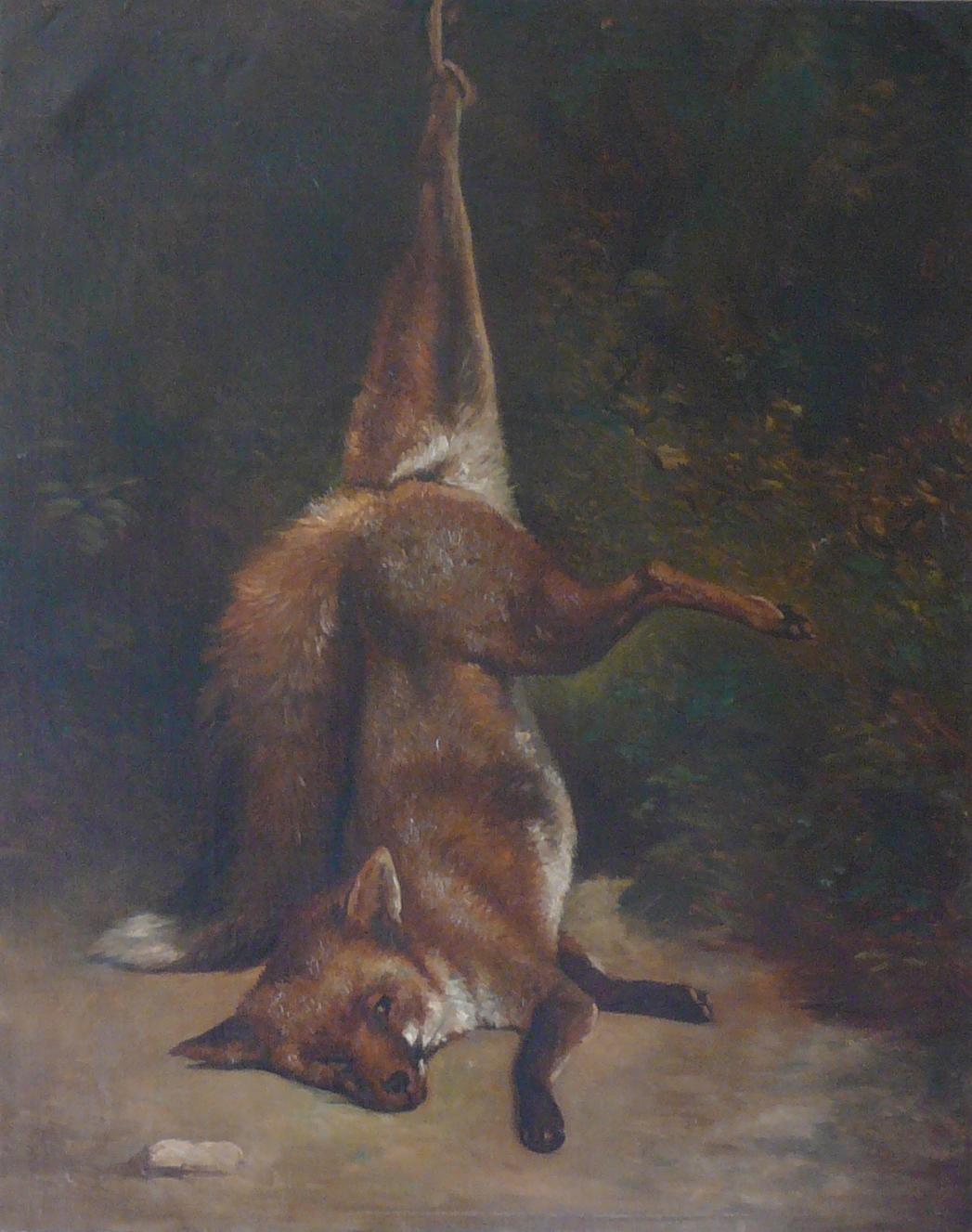
Le Renard, par P.F.Bermond, vers 1865

Philéas Félix Bermond est un peintre de l’école française, dans le style du réalisme. Il avait son atelier rue de Sèvres. Il a travaillé auprès de Gustave Courbet, dont il partageait les vues politiques et qui habitait rue Hautefeuille à cette période. Il a sans doute participé à l’association des peintres du 6e arrondissement de Paris créée par Gustave Courbet avant le Siège de Paris (1870).
On connaît les titres de quelques-unes des œuvres qu’il a exposées au Salon pendant sa période française :
Salon de 1857 : no 181 « Huîtres ouvertes ; nature morte » ;
Salon de 1859 : no 239 « La marchande de chansons » ;
Salon de 1861 : no 232 « Nature morte » ;
Salon de 1864 : no 146 « Les briseuses de filasse »;
Salon de 1867 : no 115 « Le donneur d’eau bénite » ;
Salon de 1868 : no 201 "La recette" et no 202 "Une table de cuisine; nature morte" ;
Salon de 1870 : no 217 « Les yeux de la grand’mère » et no 218 « Huîtres ; nature morte ».
Sa fille Olga héritera de plusieurs œuvres datant de cette période : « nature morte au lièvre » (huile sur carton, 28 × 24,5 cm), « œuf et pommes » (huile sur carton, 22 × 27,3 cm),  « le Moine » (huile sur toile, 60,5 × 49,5 cm) et « le Renard » (huile sur toile, 92,5 × 73 cm). Le sujet de cette dernière se retrouve dans une peinture de Gustave Courbet, « Renard mort suspendu à un arbre dans la neige » datée de 1860-1865 ?

### L’exil
Philéas Félix Bermond est parti en exil en Angleterre après sa condamnation de mai 1872. Il se fixera définitivement à Londres, malgré la loi d’amnistie de 1879. Le 6 mars 1882, il consent au mariage de sa fille Olga avec  Mr Ferdinand Bonté  , aux termes d'un acte reçu par le Chancelier du Consulat Général de France en Grande-Bretagne, et dans lequel il apparaît comme domicilié à Londres.
Il devient veuf et se remarie.
En 1901, le recensement indique qu’il est domicilié à Islington, 10 Monnery Road, et qu’il est remarié avec une Française prénommée Victorine.
Dans cette dernière période de sa vie, il continue à produire quelques œuvres, dont une : « A musician’s reward » (huile, 143,5 × 107 cm) a été vendue le 4 mai 1977 à Londres, chez Sotheby’s.
Un autre tableau d'un sujet proche a été vendu à Bâle en 2001 : "Geld zählendes Mädchen in seiner Kammer." Öl/Leinwand (91x72cm-35 7/8x28 1/3in).
La date et le lieu de son décès ne sont pas connus.